# Renault Domaine
La Renault Domaine est la version break de la Frégate, elle fut commercialisée en 1956 pour remplacer la Renault Colorale. Elle était fabriquée à Billancourt en France et à Haren en Belgique. La Domaine avait une bonne tenue de route, mais coûtait plutôt cher. La clientèle de la Domaine était plutôt rurale. En 1959, Renault lance une version à boite manuelle avec convertisseur hydraulique : c'est la Renault Manoir (version Break de la Frégate Transfluide) avec une calandre de Frégate Amiral et un équipement électrique en 12 volts.

## Vers la fin
La Domaine ne rencontra jamais le succès escompté et sa production cessa en 1960. Sa carrière ne dura que quatre ans. En 1960, Renault pense déjà au remplacement de la Frégate par la Renault 16, apparue en 1965.